# Кипкеев, Николай Аскерович
Никола́й Аске́рович Кипке́ев (14 мая 1967, с. Константиновка, УССР — 31 августа 2004, Москва) — северокавказский боевик, ваххабит. Один из организаторов серии терактов на Ставрополье в 2001 году и взрыва у станции метро «Рижская» 31 августа 2004 года.

## Биография
Николай Кипкеев родился в селе Константиновка (Украина), затем вместе с семьёй переехал в Карачаевск. Он был старшим из воспитывавшихся семьёй Кипкеевых пятерых детей. В школе Николай учился на «отлично», а его любимыми предметами были русский язык, литература и математика. Кипкеев увлёкся исламом ещё в школе, когда начал читать Коран, подаренный его сестре на день рождения. С течением времени вся семья Кипкеевых по примеру старшего сына начала исповедовать эту религию.
После срочной службы в армии Кипкеев стал заниматься мелкими кражами, за что в 1984 году был осуждён на 4 года лишения свободы. Вскоре после условно-досрочного освобождения он был вновь осуждён на 3 года.
В 1997 году один из его родственников предложил Кипкееву вступить в «мусульманское общество № 3», проповедовавшее идеи ваххабизма. В 1999 году руководитель «Общества» Ачемез Гочияев отправил Кипкеева в Чечню в лагерь полевого командира Багаутдина Магамадова, где Кипкеев прошёл идеологическую подготовку. Диверсионному делу Кипкеев обучался на базе под Урус-Мартаном, которой командовал арабский наёмник Хаттаб.
Затем Кипкеев воевал с федеральными силами в составе «карачаевского батальона», входил в личную охрану Гочияева. Во время боёв он получил тяжёлое ранение и уехал в Грузию на лечение, а позже вернулся в Карачаево-Черкесию.
По данным правоохранительных органов, Николай Кипкеев был в числе организаторов серии терактов на Ставрополье в марте 2001 года. После того, как оперативники вышли на его след, он перебрался в Грузию и жил в Панкисском ущелье до января 2004 года, а затем куда-то исчез. Как предполагают правоохранительные органы, именно в этот период он купил себе паспорт на имя Николая Самыгина и вернулся в Россию для осуществления новых террористических актов.
В августе 2004 года он вместе с террористкой-смертницей приехал в Москву на автобусе из Нальчика. 
31 августа 2004 года Николай Кипкеев был тяжело ранен возле станции метро «Рижская» при самоподрыве террористки-смертницы, которую он сопровождал; по неизвестной причине бомба сдетонировала на площади около входа на станцию метро, когда Кипкеев был рядом. Его госпитализировали в НИИ Склифосовского, однако через несколько часов после взрыва он скончался.